# Klebsiel·la
Les klebsiel·les (Klebsiella) són un gènere d'eubacteris gramnegatius, anaerobis facultatius, no mòbils que tenen una càpsula de polisacàrids. Són patògens per als humans, poden produir pneumònia, infeccions del tracte urinari o sèpsia. El nom d'aquest gènere fa honor al microbiòleg alemany Edwin Klebs (1834-1913).
Aquests organismes habiten una gran varietat de nínxols ecològics, es poden trobar en l'aigua, el sòl, les plantes, el insectes, els animals i els humans.
Tres espècies que en el passat van ser classificades en el gènere Klebsiella (K. ornithinolytica, K. planticola i K. terrigena), van passar a formar part del gènere Raoultella, descrit l'any 2001.

## Característiques biològiques
Les klebsiel·les solen ser més arrodonides i més gruixudes que la resta de membres de la família dels enterobacteris. Tenen forma de bastó amb els extrems lleugerament en punta. Poden viure com a bacteris individuals o associats en parelles (o en cadenes curtes). La forma en parella és la més comuna in vivo.
No requereixen condicions específiques per a créixer. Tanmateix el seu creixement és òptim a 35-37 °C i a pH 7,2. Aquestes espècies són anaerobis facultatius. Moltes soques poden sobreviure amb citrat i glucosa com a úniques fonts de carboni i amb amoníac com a única font de nitrogen.
Els membres d'aquest gènere produeixen una càpsula prominent que es pot fer servir per a la seva identificació serològica.

## Hàbitats

### Humans
Les klebsiel·les es poden trobar al nas, la boca i el tracte gastrointestinal com a part de la microbiota intestinal normal; també es poden comportar com a patògens oportunistes.
Les klebsiel·les poden causar una gran varietat de malalties, com ara pneumònia, infeccions del tracte urinari, septicèmia, meningitis, diarrea, i infeccions de teixits tous. També poden estar implicades en la patogènesi de l'espondilitis anquilosant i altres espondiloartropaties. La majoria de les infeccions de klebsiel·la en humans són causades per l'espècie Klebsiella pneumoniae, i, en segon lloc, per K. oxytoca. Les infeccions són més comunes en infants, persones majors, i aquells qui tenen altres malalties subjacents, com el càncer. La majoria de les infeccions estan relaciones amb la utilització d'un dispositiu mèdic invasiu prèviament contaminat amb aquests microorganismes.
Durant els darrers quaranta anys, s'han intentat desenvolupar vaccins contra Klebsiella pneumoniae que han resultat no ser eficaços. K. pneumoniae és la causa més comuna d'infeccions nosocomials respiratòries i la segona causa més freqüent de bacterièmia causada per bacteris grammnegatius i també de les infeccions del tracte urinari. Les soques resistents als antibiòtics continuen sent un important patogen bacterià adquirit als hospitals i són especialment problemàtiques en àrees com ara les unitats de cures intensives. La capacitat de K. pneumoniae per a colonitzar l'ambient hospitalari, incloent-hi lavabos, flors, i diverses superfícies, així com la pell dels pacients i el personal de l'hospital, ha estat identificada com un factor important en la propagació de les infeccions adquirides als hospitals.

### Animals
A més de certes espècies de Klebsiella descobertes com a patògens humans, altres espècies han estat identificades com a patògens tant per humans com per a altres animals. Per exemple,  K. variicola  ha estat identificada com una de les causes de la mastitis bovina.

### Plantes
Les klebsiel·les es poden trobar en diversos hostes vegetals. Klebsiella pneumoniae i K. oxytoca són capaces de fixar nitrogen atmosfèric de manera que pot ser emprat per les plantes, és a dir, són diazòtrofs. Són bacteris d'interès en l'àmbit agrícola, per la seva capacitat d'augmentar el rendiment dels cultius. La seva manca de flagels pot ser un factor important a l'hora de colonitzar les plantes perquè els flagels indueixen una resposta immunitària en les plantes. L'espècie K. variicola pot associar-se amb diferents espècies de plantes, com ara el plataners o la canya de sucre. També s'ha aïllat dels jardins de fongs de les formigues talladores de fulles. A més, en un estudi realitzat a Ghana, també es va poder aïllar a K. oxytoca a la xufa venuda en diversos mercats.